# Derartu Tulu
Derartu Tulu, etiopska atletinja, * 21. marec 1972.
Sodelovala je na atletskem delu poletnih olimpijskih igrah leta 1992, leta 1996, leta 2000, leta 2004.